# Distichlicoccus oracelloides
Distichlicoccus oracelloides är en insektsart som beskrevs av De Lotto 1969. Distichlicoccus oracelloides ingår i släktet Distichlicoccus och familjen ullsköldlöss. Inga underarter finns listade i Catalogue of Life.